# Naso maculatus
Naso maculatus is een straalvinnige vissensoort uit de familie van doktersvissen (Acanthuridae). De wetenschappelijke naam van de soort is voor het eerst geldig gepubliceerd in 1981 door Randall & Struhsaker.